# ماكس ويرث
ماكس ويرث هو دراج سويسري، ولد في 9 سبتمبر 1930 في زيورخ في سويسرا.

## وصلات خارجية
- ماكس ويرث على موقع أرشيف الدراجات (الإنجليزية)
- ماكس ويرث على موقع إحصائيات الدراجات الإحترافية (الإنجليزية)
- ماكس ويرث على موقع أوليمبيديا (الإنجليزية)